# Fondation Aventinus
Pour les articles homonymes, voir Aventinus.
La fondation Aventinus est une fondation suisse à but non lucratif, créée en octobre 2019 et œuvrant pour l'existence de médias et de presse autonomes en Suisse romande.

## Financement
La fondation Aventinus est soutenue par les fondations Hans-Wilsdorf, Leenaards et Jan Michalski, ainsi que par des banquiers privés refusant de divulguer leur identité.

## Conseil de Fondation
À sa création en octobre 2019, le Conseil de la fondation était composé de François Longchamp, Anne-Catherine Lyon, Jean-Frédéric Jauslin et Jérôme Koechlin,.
Les fondations donatrices ont renoncé à se faire représenter au comité directeur d’Aventinus, « parce que la Fondation Aventinus et ses fondateurs attachent une grande importance à l’indépendance ». De même, le conseil d’administration du Temps ne comporte aucun membre issu d’Aventinus ou des fondations donatrices.

## Activités

### Le Temps
En novembre 2020, la fondation Aventinus annonce racheter le journal Le Temps au groupe Ringier Axel Springer au 1er janvier 2021,,. Le montant de l'achat serait de 6 millions de francs.

### Heidi.news
En novembre 2020, la fondation Aventinus annonce également sa volonté active de racheter le média en ligne Heidi.news, dont elle détient déjà des parts.